# Zebrasoma xanthurum
Zebrasoma xanthurum är en art i släktet Zebrasoma. Fisken blir maximalt 22 cm och lever av alger. Den är blå med gul stjärtfena. Lever i Röda havet och Persiska viken.